# Скота
Скота (Scota) — в ирландской и шотландской мифологии — дочь египетского фараона, которого гаэлы считают одними из своих прародителей. По утверждению древних ирландских хронистов, в частности, Иоанна Фордунского (XIV в.) и Уолтера Боуэра (первая пол. XV в.), именем Скоты объясняется и этимология слова «Scoti» (Скотты), которым римляне называли жителей Ирландии, а позже и ирландских захватчиков Аргайлы и Каледонии — земли, впоследствии известной как Шотландия.

## Мать Гойделя Гласа
Согласно ранней ирландской хронике «Книга захватов» другая Скота была дочерью фараона по имени Цингрис (Cingris). Не ясно, является ли «Cingris» искажённым именем реального правителя Египта. Это имя в форме «Хенкрес» встречается в «Хронике» Евсевия. Скота вышла замуж за Ниула, сына Фениуса Фарсаида, который после падения Вавилонской башни стал скифским царём. Ниул, будучи знатоком многих языков, был приглашен фараоном для службы в Египет, где Скота была отдана ему в жены. У них был сын, Гойдель Глас (Goídel Glas), предок гаэлов, который создал гойдельский (гаэльский) язык, комбинируя лучшие особенности 72 языков, которые он знал, и дал своё имя всем гаэлам.
Гойдель был изгнан из Египта вскоре после Исхода оттуда же евреев. После большого путешествия его потомки обосновались в Иберии, где родился Миль (прозванный Míl Espáine), сыновья Миля Эбер Финн и Эремон основали Гэльское поселение в Ирландии.
Согласно Шеймасу Макманусу и его книге «История ирландской расы», Скота вышла замуж за Ниула, но он был внуком Гойделя (Gaodhal Glas).
К югу от города Трали в Ирландии, в долине есть область, известная как Glenn Scoithin («Долина небольшого цветка»), также известная как Foley’s Glen. По мнению некоторых, здесь находится могила Скоты.

## Жена Миля
Другая Скота, жена Миля Испанца, считалась дочерью фараона по имени Nectanebus (имя, которое могло бы идентифицировать Нектанеба I или Нектанеба II), в этом мифе сыновья Миля и Скоты обосновались в Ирландии.
По Шеймасу Макманусу, Скота, жена Миля (Miled или Milesius), ушла из Иберии со своими восемью сыновьями и их семьями, после того, как Миль умер, и достигла Ирландии. Многие из сыновей умерли в пути из-за шторма. Скота погибла во время сражения между Сыновьями Миля и племенами богини Дану.